# Kipras Kažukolovas
Kipras Kažukolovas (Kuršėnai, 20 novembre 2000) è un calciatore lituano, difensore dell'Astana e della nazionale lituana.

## Caratteristiche tecniche
È un difensore centrale.

## Carriera

### Club
Il 2 luglio 2017 viene ingaggiato dal Brighton, che lo aggrega al proprio settore giovanile. Il 18 novembre 2021 viene tesserato dallo Žalgiris, nel campionato lituano. Il 9 agosto 2022 esordisce nelle competizioni europee in Žalgiris-Bodø/Glimt (1-1), incontro preliminare valido per l'accesso alla fase a gironi di UEFA Champions League, subentrando all'82' al posto di Nemanja Ljubisavljević.

### Nazionale
Dopo aver giocato alcuni incontri con le selezioni giovanili, nel 2023 viene convocato in nazionale dal CT Edgaras Jankauskas in vista degli impegni contro Serbia e Grecia. Esordisce in nazionale il 24 marzo 2023 in Serbia-Lituania (2-0), gara valida per le qualificazioni agli Europei 2024.

## Statistiche

### Presenze e reti nei club
Statistiche aggiornate al 10 novembre 2024.
| Stagione        | Squadra         | Campionato      | Campionato | Campionato | Coppe nazionali | Coppe nazionali | Coppe nazionali | Coppe continentali | Coppe continentali | Coppe continentali | Altre coppe | Altre coppe | Altre coppe | Totale | Totale |
| Stagione        | Squadra         | Comp            | Pres       | Reti       | Comp            | Pres            | Reti            | Comp               | Pres               | Reti               | Comp        | Pres        | Reti        | Pres   | Reti   |
| --------------- | --------------- | --------------- | ---------- | ---------- | --------------- | --------------- | --------------- | ------------------ | ------------------ | ------------------ | ----------- | ----------- | ----------- | ------ | ------ |
| 2021            | Žalgiris        | A               | 1          | 0          | CL              | -               | -               | -                  | -                  | -                  | -           | -           | -           | 1      | 0      |
| 2022            | Žalgiris        | A               | 15         | 3          | CL              | 2               | 0               | UCL+UEL+UECL       | 1+2                | 0                  | SL          | 0           | 0           | 22     | 3      |
| 2023            | Žalgiris        | A               | 33         | 1          | CL              | 2               | 0               | UCL+UEL+UECL       | 0+0+1              | 0                  | SL          | 1           | 0           | 37     | 1      |
| Totale Žalgiris | Totale Žalgiris | Totale Žalgiris | 49         | 4          |                 | 4               | 0               |                    | 6                  | 0                  |             | 1           | 0           | 60     | 4      |
| 2024            | Astana          | PL              | 20         | 1          | CK+CdL          | 1+4             | 0               | UECL               | 7                  | 1                  | -           | -           | -           | 32     | 2      |
| Totale carriera | Totale carriera | Totale carriera | 69         | 5          |                 | 9               | 0               |                    | 13                 | 1                  |             | 1           | 0           | 92     | 6      |

### Cronologia presenze e reti in nazionale
| Cronologia completa delle presenze e delle reti in nazionale ― Lituania | Cronologia completa delle presenze e delle reti in nazionale ― Lituania | Cronologia completa delle presenze e delle reti in nazionale ― Lituania | Cronologia completa delle presenze e delle reti in nazionale ― Lituania | Cronologia completa delle presenze e delle reti in nazionale ― Lituania | Cronologia completa delle presenze e delle reti in nazionale ― Lituania | Cronologia completa delle presenze e delle reti in nazionale ― Lituania | Cronologia completa delle presenze e delle reti in nazionale ― Lituania |
| Data                                                                    | Città                                                                   | In casa                                                                 | Risultato                                                               | Ospiti                                                                  | Competizione                                                            | Reti                                                                    | Note                                                                    |
| ----------------------------------------------------------------------- | ----------------------------------------------------------------------- | ----------------------------------------------------------------------- | ----------------------------------------------------------------------- | ----------------------------------------------------------------------- | ----------------------------------------------------------------------- | ----------------------------------------------------------------------- | ----------------------------------------------------------------------- |
| 24-3-2023                                                               | Belgrado                                                                | Serbia                                                                  | 2 – 0                                                                   | Lituania                                                                | Qual. Euro 2024                                                         | -                                                                       |                                                                         |
| 27-3-2023                                                               | Atene                                                                   | Grecia                                                                  | 0 – 0                                                                   | Lituania                                                                | Amichevole                                                              | -                                                                       |                                                                         |
| 20-6-2023                                                               | Budapest                                                                | Ungheria                                                                | 2 – 0                                                                   | Lituania                                                                | Qual. Euro 2024                                                         | -                                                                       |                                                                         |
| 10-9-2023                                                               | Kaunas                                                                  | Lituania                                                                | 1 – 3                                                                   | Serbia                                                                  | Qual. Euro 2024                                                         | -                                                                       | 46’                                                                     |
| 17-10-2023                                                              | Kaunas                                                                  | Lituania                                                                | 2 – 2                                                                   | Ungheria                                                                | Qual. Euro 2024                                                         | -                                                                       | 64’ 71’                                                                 |
| 19-11-2023                                                              | Limassol                                                                | Cipro                                                                   | 1 – 0                                                                   | Lituania                                                                | Amichevole                                                              | -                                                                       |                                                                         |
| 26-3-2024                                                               | Kaunas                                                                  | Lituania                                                                | 1 – 0                                                                   | Gibilterra                                                              | UEFA Nations League 2022-2023 - Playout                                 | -                                                                       | 46’                                                                     |
| 8-6-2024                                                                | Liepāja                                                                 | Lettonia                                                                | 0 – 2                                                                   | Lituania                                                                | Coppa del Baltico 2024                                                  | -                                                                       |                                                                         |
| 11-6-2024                                                               | Kaunas                                                                  | Lituania                                                                | 1 – 1 (3 – 4 dtr)                                                       | Estonia                                                                 | Coppa del Baltico 2024                                                  | -                                                                       | 90’                                                                     |
| 6-9-2024                                                                | Marijampolė                                                             | Lituania                                                                | 0 – 1                                                                   | Cipro                                                                   | UEFA Nations League 2024-2025 - 1º turno                                | -                                                                       |                                                                         |
| 9-9-2024                                                                | Bucarest                                                                | Romania                                                                 | 3 – 1                                                                   | Lituania                                                                | UEFA Nations League 2024-2025 - 1º turno                                | -                                                                       | 90’                                                                     |
| 12-10-2024                                                              | Kaunas                                                                  | Lituania                                                                | 1 – 2                                                                   | Kosovo                                                                  | UEFA Nations League 2024-2025 - 1º turno                                | -                                                                       |                                                                         |
| 15-11-2024                                                              | Larnaca                                                                 | Cipro                                                                   | 2 – 1                                                                   | Lituania                                                                | UEFA Nations League 2024-2025 - 1º turno                                | -                                                                       |                                                                         |
| 21-3-2025                                                               | Varsavia                                                                | Polonia                                                                 | 1 – 0                                                                   | Lituania                                                                | Qual. Mondiali 2026                                                     | -                                                                       |                                                                         |
| 24-3-2025                                                               | Kaunas                                                                  | Lituania                                                                | 2 – 2                                                                   | Finlandia                                                               | Qual. Mondiali 2026                                                     | -                                                                       |                                                                         |
| 7-6-2025                                                                | Ta' Qali                                                                | Malta                                                                   | 0 – 0                                                                   | Lituania                                                                | Qual. Mondiali 2026                                                     | -                                                                       |                                                                         |
| 10-6-2025                                                               | Odense                                                                  | Danimarca                                                               | 5 – 0                                                                   | Lituania                                                                | Amichevole                                                              | -                                                                       |                                                                         |
| Totale                                                                  |                                                                         | Presenze                                                                | 17                                                                      |                                                                         | Reti                                                                    | 0                                                                       |                                                                         |

## Palmarès

### Club

#### Competizioni nazionali
- Campionato lituano: 2

Žalgiris: 2021, 2022
- Coppa di Lituania: 1

Žalgiris: 2022
- Supercoppa di Lituania: 1

Žalgiris: 2023
- Liga Kubogy: 1

Astana: 2024